# Пшенников, Пётр Степанович
Пётр Степанович Пше́нников (28 января [9 февраля] 1895, Москва — 28 декабря 1941) — советский военачальник, генерал-лейтенант (04.06.1940).

## Биография
Родился в 1895 году в Москве, в мещанской семье.

### Первая мировая война
На военной службе в Русской императорской армии с января 1915 года. Служил рядовым в 18-м Сибирском стрелковом запасном батальоне, с марта 1915 — в 49-м Сибирском стрелковом полку. В 1916 году окончил Псковскую школу прапорщиков, выпущен прапорщиком. В должности младшего офицера роты 49-го Сибирского стрелкового полка 13-й Сибирской стрелковой дивизии воевал с немцами на Западном фронте Первой мировой войны. За отличия в боях произведён в подпоручики (по другим данным[уточнить], оставался в чине прапорщика).

### Гражданская война
С 23 октября 1917 года — в Красной Гвардии, сначала был красногвардейцем, в январе 1918 стал адъютантом начальника отряда, в апреле 1918 выбран начальником отряда Красной Гвардии.
С октября 1918 года — в Красной Армии. В начале Гражданской войны командовал ротой в Особом боевом железнодорожном полку Республики на Южном фронте, с апреля 1919 года — батальона, с июля 1919 года — помощник командира полка, в сентябре 1919 года назначен командиром этого полка. Воевал против белогвардейской армии ВСЮР генерала А. И. Деникина на Южном фронте, в 1919 году полк был переброшен на север и участвовал в обороне Петрограда. С апреля 1920 года — командир 13-го стрелкового полка 2-й Тульской стрелковой дивизии, воевал против польских войск на Западном фронте.

### Межвоенный период
После войны, с мая 1921 года командир 5-й стрелковой бригады 2-й Тульской стрелковой дивизии, с июня 1922 года — командир 10-го стрелкового полка 4-й Смоленской стрелковой дивизии Западного фронта. С апреля 1924 года — помощник командира 5-й Витебской стрелковой дивизии, с октября 1924 года — начальник оперативной части штаба 4-го стрелкового корпуса.
В 1924 году окончил Курсы усовершенствования высшего командного состава РККА (КУКС) при Военной академии РККА имени М. В. Фрунзе. С июня 1925 года — командир 29-й Вятской стрелковой дивизии. С июня 1927 года в распоряжении ГУ РККА, в августе 1927 года уволен в запас.
В июне 1931 года возвращён на военную службу, назначен помощником начальника Управления ПВО Ленинградского военного округа (ЛВО), с июня 1932 года — помощник начальника противовоздушной и противохимической обороны ЛВО, с ноября 1933 года — начальник специально-технического факультета курсов усовершенствования и переподготовки начсостава ПВО. С марта 1935 года П. С. Пшенников — в распоряжении Управления по начсоставу РККА. С августа 1935 года начальник Ленинградского учебного центра по подготовке начсостава запаса, с мая 1937 года — начальник Ленинградских КУКС запаса РККА. 19 августа 1939 года назначен командиром только что сформированной 142-й стрелковой дивизии Ленинградского ВО. В 1939 году вступил в ВКП(б).

### Зимняя война
Во главе дивизии с 30 ноября 1939 года по 13 марта 1940 года участвовал в советско-финской войне. Дивизия участвовала в форсировании реки Вуоксы в районе Кивиниеми в начале декабря 1939 года, затем находилась в обороне на фронте от Кивиниеми до Лапинлахти. В 1939 году П. С. Пшенников вступил в ВКП(б). 19-22 февраля 1940 года 142-я стрелковая дивизия предприняла попытку форсировать озеро Суванто в районе населённого пункта Волоссула. Действия дивизии были высоко оценены командованием — 11 апреля 1940 года указом Президиума Верховного Совета СССР 142-я стрелковая дивизия была награждена орденом Красного Знамени. 14-17 апреля 1940 года комдив Пшенников принимал участие в Совещании при ЦК ВКП(б) начальствующего состава по сбору опыта боевых действий против Финляндии. В апреле 1940 года П. С. Пшенников становится командиром 36-го стрелкового корпуса Киевского Особого военного округа. 25 мая 1941 года Пшенников был назначен командующим 23-й армии Ленинградского военного округа. 4 июня 1940 года переаттестован в генерал-лейтенанта.

### Великая Отечественная война
В начале Великой Отечественной войны Пётр Степанович Пшенников командовал 23-й армией в составе Северного фронта до 6 августа 1941 года, затем до 1 сентября 1941 года командовал 8-й армией. Войска под его командованием участвовали в оборонительных боях в Карелии, Эстонии, в Ленинградской оборонительной операции на подступах к Ленинграду.
22 сентября генерал Пшенников назначен командующим Невской оперативной группой на Ленинградском фронте. Части группы смогли форсировать Неву и захватить плацдарм в районе села Невская Дубровка, ставший знаменитым как «Невский пятачок», но развить наступление с плацдарма не удавалось, на нём непрерывно кипели крайне ожесточённые бои. В конце сентября 10-я стрелковая бригада полковника В. Н. Федорова из состава Невской оперативной группы в районе Отрадного понесла тяжёлые потери, погиб её командир. Оправдания Пшенникова Г. К. Жуков (в то время командовавший Ленинградским фронтом) посчитал неубедительными, 6 октября 1941 года снял Пшенникова с должности и заменил на генерал-майора В. Ф. Конькова. Около двух месяцев П. Пшёнников находился в распоряжении ГУК РККА.
13 декабря 1941 года П. С. Пшенников был назначен командующим 3-й армией Брянского фронта. Под его командованием армия наступала на Орловском направлении. Но командовать этой армией ему довелось не долго — уже 28 декабря 1941 года генерал Пшенников погиб при перемещении командного пункта 3-й армии в район Черни. Машина с генералом подорвалась на минном поле.
Похоронен в Воронеже, в братской могиле советских воинов № 14 (ныне на территории детского парка «Орлёнок»).

## Воинские звания
- прапорщик (1915)
- подпоручик (1916)[источник не указан 575 дней]
- полковник (26 апреля 1935)
- комбриг (4 ноября 1939 года)
- комдив (1 апреля 1940 года)
- генерал-лейтенант (4 июня 1940 года)

## Награды
- Орден Красного Знамени (1921)
- Орден Отечественной войны I степени (6.05.1965, посмертно)
- Орден Красной Звезды (26.01.1940)
- Медаль «XX лет РККА» (22.02.1938)